# Live Era '87-'93
| Recensione | Giudizio |
| ---------- | -------- |
| AllMusic   |          |

Live Era '87-'93 è un album dal vivo del gruppo musicale statunitense Guns N' Roses, pubblicato il 30 Novembre 1999 dalla Geffen Records.
Si tratta della prima pubblicazione ufficiale del gruppo da The Spaghetti Incident?, pubblicato lo stesso giorno nel 1993.

## Descrizione
I brani contenuti nel disco sono registrati da diversi concerti, la maggior parte del periodo dell'Use Your Illusion Tour tra il 1991 ed il 1993.
Si tratta dell'ultimo album con materiale della formazione storica del gruppo. La lista tracce venne selezionata di comune accordo tra Axl Rose, Slash e Duff McKagan. Nelle note di copertina sia Matt Sorum che Gilby Clarke compaiono come musicisti addizionali, e non come membri effettivi della band, della quale facevano parte al periodo delle registrazioni che compaiono sull'album.
La performance di Knockin' on Heaven's Door è presa dal Freddie Mercury Tribute Concert al Wembley Stadium di Londra. Altri pezzi come Estranged, Don't Cry, November Rain, Pretty Tied Up, You Could Be Mine e Move To The City provengono invece dai video live Use Your Illusion I e Use Your Illusion II registrati a Tokyo. Alcune tracce vocali furono sostituite e registrate nuovamente da Axl Rose nel 1999 per esempio in Nightrain, Rocket Queen, Mr. Brownstone e nella parte finale di Used To Love Her.

## Tracce
Testi e musiche dei Guns N' Roses, eccetto dove indicato
Disco 1
1. Nightrain (Las Vegas, 25-01-92) – 5:18
2. Mr. Brownstone (Londra, 31-08-91) – 5:42
3. It's So Easy (Parigi, 06-06-92) – 3:28 (Guns N' Roses, West Arkeen)
4. Welcome to the Jungle (Buenos Aires, 05-12-92) – 5:08
5. Dust N' Bones (New York, 16-05-91) – 5:05 (Slash, Izzy Stradlin, Duff McKagan)
6. My Michelle (Londra, 31-08-91) – 3:53
7. You're Crazy (Tokyo, 10-12-88) – 4:45
8. Used To Love Her (Tokyo, 10-12-88) – 4:17
9. Patience (Città del Messico 24-04-93) – 6:42
10. It's Alright (Black Sabbath cover) (Houston 04-09-92) – 3:07 (Bill Ward)
11. November Rain (Tokyo 22-02-92) – 12:29 (Axl Rose)

Disco 2
1. Out Ta Get Me (Londra 28-06-87) – 4:33
2. Pretty Tied Up (Tokyo 22-02-92) – 5:25 (Izzy Stradlin)
3. Yesterdays (Las Vegas 25-01-92) – 3:52 (Axl Rose, West Arkeen, Del James, Billy McCloud)
4. Move to the City (Tokyo 22-02-92) – 8:00 (Izzy Stradlin, Chris Weber, Daniel Nicolson)
5. You Could Be Mine (Tokyo 22-02-92) – 6:02 (Axl Rose, Izzy Stradlin)
6. Rocket Queen (Las Vegas 25-01-92) – 8:27
7. Sweet Child o' Mine (Parigi 06-06-92) – 7:25
8. Knockin' on Heaven's Door (Bob Dylan cover) (Londra 20-04-92) – 7:27 (Bob Dylan)
9. Don't Cry (Tokyo 22-02-92) – 4:44 (Axl Rose, Izzy Stradlin)
10. Estranged (Tokyo 22-02-92) – 9:52 (Axl Rose)
11. Paradise City (Las Vegas 25-01-92) – 7:21

Traccia aggiunta nella versione giapponese
1. Coma (Omaha 10-04-93) – 10:50

## Formazione[11]
Gruppo
- W. Axl Rose – voce, pianoforte in It's Alright e November Rain, fischio in Patience, fischietto in Paradise City, cori in Dust N' Bones
- Slash – chitarra solista, ritmica, acustica in Patience, talk box in Dust N' Bones e Rocket Queen, cori
- Duff McKagan – basso, chitarra acustica in Patience, cori
- Dizzy Reed – tastiere, pianoforte, sintetizzatori, percussioni, cori (1991-1993)
- Izzy Stradlin – chitarra ritmica, cori, voce in Dust N' Bones (1987-1991)
- Steven Adler – batteria (1987-1990)

Altri musicisti
- Matt Sorum – batteria, cori (1991-1993)
- Gilby Clarke – chitarra ritmica, solista in Nightrain, acustica in Patience, cori (1992-1993)

Musicisti di supporto
- Teddy Andreadis – cori, armonica a bocca, percussioni, tastiere (1991-1993)
- Roberta Freeman – cori (1991-1993)
- Tracey Amos – cori (1991-1993)
- Cece Worrall – sassofono tenore (1991-1993)
- Anne King – tromba (1991-1993)
- Lisa Maxwell – sassofono contralto (1991-1993)

## Classifiche
| Classifica (1999-07) | Posizione massima |
| -------------------- | ----------------- |
| Austria              | 29                |
| Finlandia            | 29                |
| Germania             | 53                |
| Irlanda              | 49                |
| Norvegia             | 17                |
| Nuova Zelanda        | 32                |
| Paesi Bassi          | 16                |
| Regno Unito          | 45                |
| Spagna               | 96                |
| Stati Uniti          | 45                |
| Svezia               | 49                |
| Svizzera             | 31                |